# Rotorski zrakoplov
Rotorski zrakoplov - rotorkraft (ang. Rotorcraft ali Rotary-wing aircraft) je vrsta zrakoplova težjega od zraka (aerodin), ki proizvaja vzgon z vrtečimi rotorji. Rotorji so lahko gnani z motorjem, npr. helikopter ali pa se vrtijo zaradi leta skozi zrak (avtorotacija) npr. žirozmaj.
Obstaja več izvedb rotorskih zrakoplovov: 

## Helikopter
Ima en ali več rotorjev, ki jih poganja batni ali turbogredni motor.
Glede na izvedbo rotorjev ločimo: 
- Konvencionalni helikopter, ki ima en glavni in en repni rotor, repni rotor se uporablja za izenačevanje zasučnega momenta glavnega rotorja, primer. Bell UH-1 Iroquois, obstaja tudi izvedbe brez repnega rotorja NOTAR, npr. MD Helicopters MD 600

- Tandem rotorski helikopter z dvem velikima rotorjema, ki se vrtita v nasprotnih smereh npr. Boeing CH-47 Chinook

- Koaksialna rotorja pri katerem se dva rotorja na dveh koaksialnih gredeh vrtita v nasprotnih smereh, npr. Kamov Ka-32

- Sinhropter, podobno kot koaksialna rotorja, rotorja se vrtita v nasprotnih smereh, vendar sta nameščena na dveh gredeh npr. Kaman K-MAX

- Transverzna rotorja pri katerema sta rotorja nameščena eden ob strani drugega, vrtita se v nasprotnih smereh, primer: Focke-Achgelis Fa 223

## Avtožiro
Avtožiro ali žirokopter: je precej podoben helikopterju, le da uporablja glavni rotor brez pogona za vzgon. Rotor se namreč vrti zaradi aerodinamičnega učinka zraka skozi lopatice - t. i. avtorotacija. Pogoj za avtorotacijo je premikanje skozi zrak, avtožiro ne more lebdeti na mestu lahko pa leti zelo počasi. Avtožiro ima motor s propelerjem na repu, ki ga premika naprej.

## Žirozmaj
Žirozmaj ali rotorski zmaj je podoben avtožiru, le da žirozmaj nima nobenega pogona. 

## Žirodinhelikopter
- Žirodin helikopter ali kompaundni helikopter ima poleg glavnega rotorja pri straneh tudi propelerje za večjo potovalno hitrost, primer Eurocopter X3 Propelerje lahko poganja glavni motor ali pa dodatni motor.

## Nagibni rotor
- Nagibni rotor (tiltrotor) ima dva rotorja, ki se lahko nagneta za 90 stopinj in tako postaneta propelerja, kar zelo poveča potovalno hitrost zrakoplova. Primer Bell Boeing V-22 Osprey

## Ciklokopter
Ciklokopter ali cikložiro uporablja cikloidne rotorje, ki se vrtijo okrog horizontalne osi in proizvajajo vzgon in potisk. 

## Rotorsko letalo
Rotorsko letalo
Rotorsko letalo ali Flettnerjevo letalo je zrakoplov, ki za vzgon uporablja Magnusov efekt